# Larry Kristoff

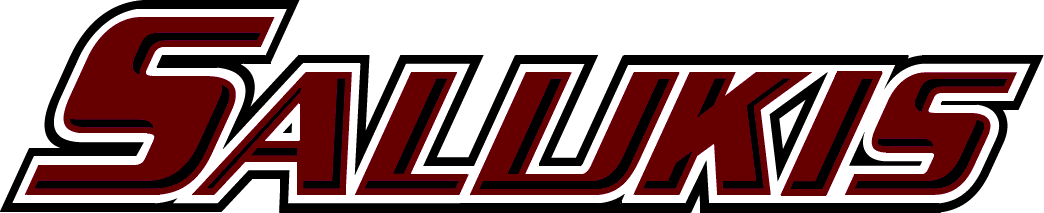
Zawodnik Southern Illinois Salukis

Lawrence Dean „Larry” Kristoff (ur. 11 listopada 1942 w Carbondale) – amerykański zapaśnik walczący w stylu wolnym. Dwukrotny olimpijczyk. Zajął siódme miejsce w Tokio 1964 i piąte w Meksyku 1968. Walczył w kategorii ponad 97 kg.
Wicemistrz świata w 1966, 1969 i 1970; trzeci w 1965 i 1967. Odpadł w eliminacjach w 1965 (w stylu klasycznym) i 1971. Złoty medalista igrzysk panamerykańskich w 1967 roku.
Zawodnik Carbondale Community High School w Carbondale i SIU Carbondale. All-American w NCAA Division I, gdzie zajął drugie miejsce w 1963. Dwa razy All-American w NCAA Division II, pierwsze miejsce w 1963 i 1964 roku.
Wieloletni trener Southern Illinois University Edwardsville. Jego synowie i wnuki również są zapaśnikami.

## Letnie Igrzyska Olimpijskie 1964
| Konkurencja       | Rundy eliminacyjne        | Rundy eliminacyjne         | Rundy eliminacyjne   | Klas. końcowa |
| Konkurencja       | Przeciwnik I              | Przeciwnik II              | Przeciwnik III       | Miejsce       |
| ----------------- | ------------------------- | -------------------------- | -------------------- | ------------- |
| +97 kg styl wolny | Wilfried Dietrich (FRG) Z | Aleksandr Iwanicki (URS) P | Hamit Kaplan (TUR) R | 7.            |

## Letnie Igrzyska Olimpijskie 1968
| Konkurencja       | Rundy eliminacyjne      | Rundy eliminacyjne   | Rundy eliminacyjne      | Rundy eliminacyjne         | Klas. końcowa |
| Konkurencja       | Przeciwnik I            | Przeciwnik II        | Przeciwnik III          | Przeciwnik IV              | Miejsce       |
| ----------------- | ----------------------- | -------------------- | ----------------------- | -------------------------- | ------------- |
| +97 kg styl wolny | Arne Robertsson (SWE) Z | László Nyers (HUN) Z | Abolfazl Anwari (IRI) Z | Aleksandr Miedwied (URS) P | 5.            |